# Marko Šantić
Marko Šantić est un réalisateur et scénariste croate.

## Biographie
Marko Šantić est diplômé en réalisation cinématographique et télévisuelle à l'AGRFT. Deux de ses courts métrages de fiction d'étudiant ont connu un succès particulier : Good Luck Nedim (2005, prix du meilleur court métrage au Festival du film de Sarajevo, prix principal des étudiants au Festival du film de Tribeca) et Hole (2006, prix spécial du jury au Festival du film de Sarajevo), histoire de quelqu'un s'enfermant dans un abri anti-bombardement et refusant d'en sortir. Son dernier court métrage Blue Peter (2016) a remporté 9 prix et a été projeté dans 90 festivals de cinéma. Le premier long métrage de Šantić,  Séduis-moi (en) (2013), a reçu le prix de la meilleure mise en scène au 16e Festival slovenskega filma (sl), une mention spéciale à la compétition au Festival international du film de Varsovie en 2013, et le Grand Prix du meilleur long métrage au South East European Film Festival (en) de Los Angeles. Il a réalisé le téléfilm Together (2018) et a coréalisé avec sa collègue Sara Hribar (hr) le long métrage Lada Kamenski (2018). Le film a eu une première internationale au Festival des films du monde de Montréal et a, jusqu'à présent, reçu 11 prix.
Eurimages lui a accordé en 2020 une subvention de 210 000 euros pour un film intitulé Wake Me, dont le tournage a commencé le 26 janvier 2021 à Jesenice.

## Filmographihe sélective
- 2017 : Plavi Petar
- 2013 : Séduis-moi (en)